# Isaac Newton
 For alternative betydninger, se Newton. (Se også artikler, som begynder med Newton)
Sir Isaac Newton (født 4. januar 1643, død 31. marts 1727) [Gammel stil: 25. december 1642 – 20. marts 1727] var en engelsk matematiker, fysiker og astronom, som blandt andet formulerede love om tyngdekraft, massetiltrækning og legemers bevægelse. I sit latinske værk, Philosophiae Naturalis Principia Mathematica (dansk: "Naturfilosofiens matematiske principper") (1687), som regnes for et af de mest betydningsfulde videnskabelige værker nogensinde, gav han en matematisk beskrivelse af de love, som styrer himmellegemers bevægelse. Det vil sige månens bevægelse om jorden og planeternes bevægelse om solen (se himmelmekanik). Hans opfattelse af universet var mekanisk, dvs. at universet adlyder matematiske universelle love. Det passede bedre med en rationel monoteisme og var især et anslag mod panteistisk tænkning, der beskrev universet som en organisme med sin egen sjæl og formål - Gud og skabelsen kunne ikke adskilles, og verden var fuld af tegn, som kun de lærde kunne tolke.
Newton var induktiv empirist (han erkendte, det man kan observere, som viden).

## Barndom
Isaac Newton blev født i landsbyen Woolsthorpe i Lincolnshire tre måneder efter faderen, Robert Newtons, død. Isaacs mor, Hannah, boede sammen med Isaac og hans mormor, indtil moren i 1645 giftede sig med præsten Barnabas Smith, som var en velhavende mand og boede i en nærliggende landsby. På grund af moderens flytning boede Isaac alene med sin mormor. Mormoderen sendte ham i den lokale skole, men da han blev 12 år blev han sendt til latinskolen i Grantham. Mormoderen havde gjort klogt i at sende Newton til latinskolen, da det efter kort tid stod klart for skolen, hvor dygtig en elev Isaac Newton egentligt var. Isaac isolerede sig i skolen og søgte tilsyneladende ikke at etablere venskaber.
Isaac Newtons mor vendte tilbage til gården i 1656, hvor hun ret snart trak ham ud af latinskolen, da hun manglede hjælp på gården. Isaacs arbejde på gården var dog ikke det moderen havde håbet på, han brugte nemlig tiden på studier, teorier og ideer i stedet for at koncentrere sig om landarbejdet. Isaacs onkel havde imidlertid fået øje på drengens åbenlyse talent og kæmpede for at få Isaacs uddannelse i gang igen. Moderen, som jo alligevel ikke kunne bruge ham, gav efter og sendte Isaac tilbage til latinskolen, hvor han gik i endnu et år.

### Newton opdager tyngdekraften
I 1687 opdagede Isaac Newton tyngdekraften. Det gjorde han, da han sad under et æbletræ og filosoferede. Pludselig faldt der et æble ned fra træet, og Isaac begyndte at tænke over, hvorfor æblet ikke faldt opad. Der måtte være en kraft som gjorde at æblet ramte jorden og ikke faldt op mod himlen. Han gjorde siden eksperimenter om kraften, og han opdagede at vægten ikke havde betydning for, hvor hurtigt noget ramte jorden, det handlede udelukkende om vindmodstand. Han døbte kraften "Tyngdekraften". Newton har senere skrevet tre love med udgangspunkt i sin teori om tyngdekraften.

## Studier og voksenliv
I 1661 blev han optaget på Trinity College i Cambridge som en af de studerende, der udførte tarveligt arbejde som betaling for deres studium. Han studerede primært teologi, men også optik, geometri, algebra, matematik og fysik. Selv om der ikke foreligger optegnelser for hans udvikling som studerende, ved man, at Newton læste bredt om matematik og mekanik. Hans første læsning på Cambridge var Keplers værker om optik. Han vendte senere tilbage til Euklid, fordi han ikke kunne forstå nogle diagrammer i en bog om astrologi, han havde købt på et marked; da han fandt sine konklusioner indlysende, lagde han den på hylden som "en ubetydelig bog" og vendte sig til Descartes' La Géométrie som inspirerede ham til at beskæftige sig med klassiske matematiske problemer. Det var på den tid, da Newton tog sin bachelorgrad (1665), at han opdagede den binomiale sætning og gjorde sine første notater til sin opdagelse af "polære koordinater".
Da den store pest i London spredte sig til Cambridge i 1665, blev universitetet lukket og Newton tog tilbage til gården i Lincolnshire, hvor han udførte eksperimenter i optik og kemi og fortsatte sine matematiske grublerier. Det er denne periode Newton tilskriver sin opdagelse af gravitationskraften (1666). Omkring samme tidspunkt ledte hans studier i optik til forklaringen af det hvide lys' sammensætning, men han tøvede med at offentliggøre sine resultater.
Da Trinity College åbnede igen i 1667, modtog Newton et forskningsstipendiat og to år senere, kort før sin 27 års fødselsdag, blev han udnævnt til Lucasiansk professor i matematik og fulgte sin lærer Dr. Barrow. Ud over undervisningen fortsatte han sin forskning. Newton havde allerede bygget et spejlteleskop i 1668; det andet teleskop præsenterede han i december 1671 for Royal Society. To måneder senere annoncerede han som medlem af dette selskab sine opdagelser i optik. Det medførte en strid, som varede mange år og involverede lærde mænd som Hooke, Lucas, Linus (en) og flere andre. Hans skrifter om optik, de vigtigste der blev udgivet i Royal Society mellem 1672 og 1676, blev samlet udgivet i Opticks (1704).
Det var først i 1684 at Newton begyndte at overveje at publicere sine opdagelser om gravitation. Hooke, Halley og Sir Christopher Wren var uafhængigt af hinanden kommet til en vis forståelse af tyngdeloven, men kunne ikke forklare planeternes kredsløb tilfredsstillende. Halley rådførte sig med Newton om problemet og blev meget overrasket over at opdage, at han ikke blot kunne hjælpe med løsningen, men allerede havde løst problemet. Newton forelagde Halley fire sætninger og syv problemer, som viste sig at blive grundpillerne i hans største værk. I 18 måneder mellem 1685 og 1686 skrev han "Philosophiae Naturalis Principia Mathematica" på latin. Newton overvejede i noget tid at droppe den tredje bog, men Halleys vedholdenhed reddede den. Halley besørgede også udgivelsen i 1687, efter at Royal Society måtte afslå at betale. Bogen skabte stor begejstring over hele Europa, og i 1689 kom Huygens, den tids mest feterede videnskabsmand, til England for at gøre Newtons personligt bekendtskab.
Efter at være begyndt på Principia spillede Newton en stadig mere omfattende rolle i universitetets liv. I 1692 blev han til venner og kollegers store bekymring alvorligt syg og var til 1693 ude af stand til at varetage sin normale arbejdsgang. Da han endelig var kommet sig, forlod han universitetet til fordel for arbejde for regeringen. Gennem sine venner Locke, Wren og Lord Halifax modtog Newton først i 1695 titlen "Beskytter af den Kongelige Mønt" og fire år senere "Herre af den Kongelige Mønt", en titel han bar til sin død. I 1703 blev Newton valgt til præsident for the Royal Society, og han blev genvalgt så længe han levede.
I de sidste tredive år af sit liv producerede Newton meget få matematiske værker. Men han forblev interesseret i emnet. I 1696 løste han på en nat et problem opstillet af Bernoulli i en konkurrence med en tidsfrist på et halvt år, og igen i 1716 løste han på få timer et problem, som Leibniz havde udråbt til at "tage pulsen på de engelske videnskabsmænd". Han arbejdede også på en anden udgave af Principia som også blev udgivet i 1713.
Newtons videnskabelige arbejde bragte ham stor berømmelse. Han var en populær gæst hos hoffet og blev adlet i 1705. Han var i kontakt med alle førende videnskabsmænd i Europa og fik så mange besøg, at det blev trættende for ham. Alligevel bevarede Newton sin beskedenhed. Kort før sin død skulle han have sagt: "Jeg ved ikke hvordan verden betragter mig, men i mine egne øjne har jeg ikke været andet end en legende dreng ved stranden, der glæder sig over engang imellem at finde en glattere sten eller en smukkere skal end ellers, mens det store hav af sandhed ligger helt uopdaget foran mig".
Meget tidligt havde Newton været interesseret i teologiske studier, og før 1690 var han begyndt at studere profetierne. Samme år skrev han i brev til Locke "En historisk beretning om to vigtige fejltagelser i skriften" om to passager om treenigheden. Han efterlod sig i manuskript "Studier i Daniels profeti og Apokalypsen" og andre fortolkninger af bibelske tekster.
Efter 1725 gik det stærkt tilbage med Newtons helbred, og hans opgaver på Den Kongelige Mønt hørte op. Han døde 20. marts 1727 og blev begravet i Westminster Abbey.
Kraftenheden newton er opkaldt efter ham.

## Vigtige begivenheder i Newtons liv
- 1643: Newton fødes i landsbyen Woolsthorpe i Lincolnshire.
- 1644: Newtons moder gifter sig igen og flytter til en nærliggende landsby. Isaac overlades i bedstemoderens varetægt.
- 1653: Moderen vender hjem, da hendes anden mand dør.
- 1659: Moderen afbryder sønnens skolegang og giver ham ansvaret for gården.
- 1661: Newton bliver optaget på Trinity College som "sizar".
- 1665: Får sin bachelorgrad fra Cambridge og flygter hjem til Woolsthorpe for at undgå pesten.
- 1665-66: Newtons annus mirabilis, hvor han bl.a. får inspiration til sin lov om tyngdeloven.
- 1667: Newton vender tilbage til Cambridge og bliver valgt ind i bestyrelsen for Trinity College.
- 1669: Lucasiansk professor i matematik ved Cambridge.
- 1672: Fellow af Royal Society.
- 1678: Newton får sit første nervesammenbrud efter kontrovers med Hooke.
- 1687: Udgiver Philosophiae Naturalis Principia Mathematica.
- 1693: Andet nervesammenbrud efter bruddet med Fatio.
- 1696: Flytter til London og udnævnes til bestyrer af Den Kongelige Mønt.
- 1699: Udnævnes til leder af Den Kongelige Mønt.
- 1703: Præsident for Royal Society efter Hookes død.
- 1704: Udgiver  Optics.
- 1727: Newton dør i en alder af 84 år.

## Skrifter
- Method of Fluxions (1671)
- Of Natures Obvious Laws & Processes in Vegetation (ikke udgivet, ca. 1671–75)
- De Motu Corporum in Gyrum (1684)
- Philosophiae Naturalis Principia Mathematica (Dansk: Naturfilosofiens matematiske principper) (1687)
- Opticks (1704)
- Arithmetica Universalis (1707)
- The System of the World, Optical Lectures, The Chronology of Ancient Kingdoms, (Ændret) samt De mundi systemate (udgivet posthumt i 1728)
- Observations on Daniel and The Apocalypse of St. John (udgivet posthumt i 1733)
- An Historical Account of Two Notable Corruptions of Scripture (udgivet posthumt i 1754)